# Pardosa manicata
Pardosa manicata är en spindelart som beskrevs av Tord Tamerlan Teodor Thorell 1899. Pardosa manicata ingår i släktet Pardosa och familjen vargspindlar.
Artens utbredningsområde är Kamerun. Inga underarter finns listade i Catalogue of Life.